# Neoseiulus queenslandensis
Neoseiulus queenslandensis är en spindeldjursart som först beskrevs av D. McMurtry och Schicha 1987.  Neoseiulus queenslandensis ingår i släktet Neoseiulus och familjen Phytoseiidae. Inga underarter finns listade i Catalogue of Life.